# Tabanus zebrinus
Tabanus zebrinus är en tvåvingeart som beskrevs av Schuurmans Stekhoven 1932. Tabanus zebrinus ingår i släktet Tabanus och familjen bromsar. Inga underarter finns listade i Catalogue of Life.